# Harald Eberhard
Harald Eberhard (* 1978 in Wien) ist ein österreichischer Jurist und Universitätsprofessor. Eberhard ist seit Oktober 2023 Professor für Verfassungsrecht am Institut für Staats- und Verwaltungsrecht der Universität Wien.

## Ausbildung
Harald Eberhard wurde am 27. Februar 1978 in Wien geboren und maturierte 1996 am Bundesrealgymnasium Gottschalkgasse in Wien-Simmering. Er absolvierte von 1997 bis 2001 das Studium der Rechtswissenschaften an der Rechtswissenschaftlichen Fakultät der Universität Wien. Am 27. Juni 2001 erfolgte die Sponsion zum Magister der Rechtswissenschaften (Mag. iur.), woraufhin Eberhard im Sommer 2001 als Projektassistent am Institut für Staats- und Verwaltungsrecht für den Länderbericht zu einer internationalen Studie auf dem Gebiet des Sicherheitspolizeirechts mitarbeitete. Von 2001 bis 2002 absolvierte Harald Eberhard auch das Doktoratsstudium der Rechtswissenschaften und wurde am 10. September 2002 zum Doktor der Rechtswissenschaften (Dr. iur.) promoviert.

## Beruflicher Werdegang und Forschungsprofil
Im Anschluss an sein Diplom- und Doktoratsstudium wurde Harald Eberhard von 2002 bis 2008 Universitätsassistent am Lehrstuhl von Theo Öhlinger am Institut für Staats- und Verwaltungsrecht der Universität Wien. Vom 1. März 2008 bis zum 30. September 2011 war er in der Folge Wissenschaftlicher Mitarbeiter am österreichischen Verfassungsgerichtshof bei Verfassungsrichter Rudolf Müller und Mitglied der Präsidialabteilung des Verfassungsgerichtshofes.
Die venia legendi, also die Lehrbefugnis für die Fächer Verfassungsrecht und Verwaltungsrecht, erwarb Eberhard mit der Habilitation an der Universität Wien am 27. September 2010. Seine Habilitation beschäftigt sich mit der nichtterritorialen Selbstverwaltung in Österreich. Im Sommersemester 2011 erhielt Harald Eberhard schließlich eine Gastprofessur am Institut für Österreichisches und Europäisches Öffentliches Recht (IOER) der Wirtschaftsuniversität Wien. Ab dem 1. Oktober 2011 wurde er Universitätsprofessor für „Öffentliches Recht unter besonderer Berücksichtigung des europäischen und österreichischen öffentlichen Wirtschaftsrechts“ ebendort. An der Wirtschaftsuniversität Wien betreute er neben seiner Forschungs- und Lehrtätigkeit als Programmdirektor das Bachelorstudium Wirtschaftsrecht sowie als stellvertretender Programmdirektor das Masterstudium Wirtschaftsrecht. Er war zudem Institutsvorstand des Instituts für Österreichisches und Europäisches Öffentliches Recht (IOER).
Im Oktober 2023 nahm Eberhard einen Ruf auf eine Professur für Verfassungsrecht am Institut für Staats- und Verwaltungsrecht der Universität Wien an.
Neben seiner Tätigkeit als Universitätsprofessor ist Harald Eberhard seit 2007 Herausgeber der Schriften zum Internationalen und Vergleichenden Öffentlichen Recht und Mitherausgeber des ICL Journal (Vienna Journal on International Constitutional Law). Weiters ist er seit Jänner 2010 Chefredakteur der Österreichischen Verwaltungswissenschaftlichen Blätter, seit März 2010 Vorstandsmitglied der Österreichischen Verwaltungswissenschaftlichen Gesellschaft und seit Mai 2010 Mitglied des Geschäftsführenden Ausschusses der Österreichischen Gesellschaft für Gesetzgebungslehre. Seit 2015 ist er Vorstandsmitglied der Interdisziplinären Gesellschaft für Komparatistik und Kollisionsrecht (IGKK). Eberhard war darüber hinaus Mitglied des Coordination Board der China-EU School of Law (CESL), einer von der EU und China gemeinsam betriebenen Universität.
2017 wurde Eberhard in die Academia Europaea gewählt. 2017 wurde er darüber hinaus Associate Member der International Academy of Comparative Law (IACL) in Paris.
Gemeinsam mit Theo Öhlinger verfasst Eberhard eines der Lehrbuchstandardwerke zum österreichischen Verfassungsrecht ("Öhlinger/Eberhard, Verfassungsrecht"), das 2022 in mittlerweile 13. Auflage erschienen ist.
Eberhard hat rund 300 Beiträge aus allen Bereichen des Verfassungs-, Verwaltungs- und Europarechts publiziert.

## Ehrungen und Auszeichnungen
- 2012: Kardinal-Innitzer-Förderungspreis für Rechts- und Staatswissenschaften
- 2014: Herbert Tumpel-Preis
- 2018: Exzellente Lehre 2018 an der Wirtschaftsuniversität Wien